# Volo Faucett 251
Il volo Faucett 251 era un volo passeggeri di linea nazionale da Lima a Tacna, con scalo intermedio ad Arequipa, in Perù. Il 29 febbraio 1996, un Boeing 737-200 operante il volo si schiantò mentre completava la prima tratta, in avvicinamento all'aeroporto Internazionale Rodríguez Ballón. Tutti i 123 passeggeri e membri dell'equipaggio a bordo persero la vita nell'incidente. È, ad oggi, il peggior disastro aereo su suolo peruviano per numero di vittime.

## L'aereo
Il velivolo coinvolto era un Boeing 737-200, marche OB-1451, numero di serie 19072, numero di linea 86. Volò per la prima volta il 21 ottobre 1968 e, prima di entrare nella flotta di Faucett Perú il 15 luglio 1991, operò per United Airlines, Aloha Airlines, Air California, American Airlines e Braniff International Airways. Era spinto da 2 motori turboventola Pratt & Whitney JT8D-9A. Al momento dell'incidente, l'aereo aveva 28 anni.

## L'incidente
L'aereo, che volava di notte, si trovava in fase di avvicinamento presso l'aeroporto Internazionale Rodríguez Ballón, procedendo con l'ausilio del VOR/DME all'allineamento per la pista 09. Le condizioni meteorologiche erano caratterizzate da pioggia, nebbia e temporali. Dopo aver perso il segnale ILS e volando 300 piedi (91 m) più in basso rispetto al normale sentiero di discesa, all'equipaggio venne comunicata un'altitudine barometrica obsoleta. I piloti avevano l'impressione di trovarsi a 9 500 piedi (2 900 m), quando in realtà erano a 8 640 piedi (2 630 m). I piloti chiesero che le luci della pista venissero accese poiché non riuscivano a vederle; i controllori di volo risposero che erano già a massima intensità. L'aereo si schiantò contro le colline a 8 200 piedi (2 500 m), l'altitudine dell'aeroporto è di 8 405 piedi (2 562 m), alle 20:25 ora locale, a circa 2 chilometri dalla pista e 8 chilometri da Arequipa. La sezione posteriore si spezzò nell'impatto, mentre la sezione principale della fusoliera continuò a volare oltre la prima cresta, colpendo la seconda. La sezione di coda cadde in un crepaccio tra le due creste.